# Història de Qatar

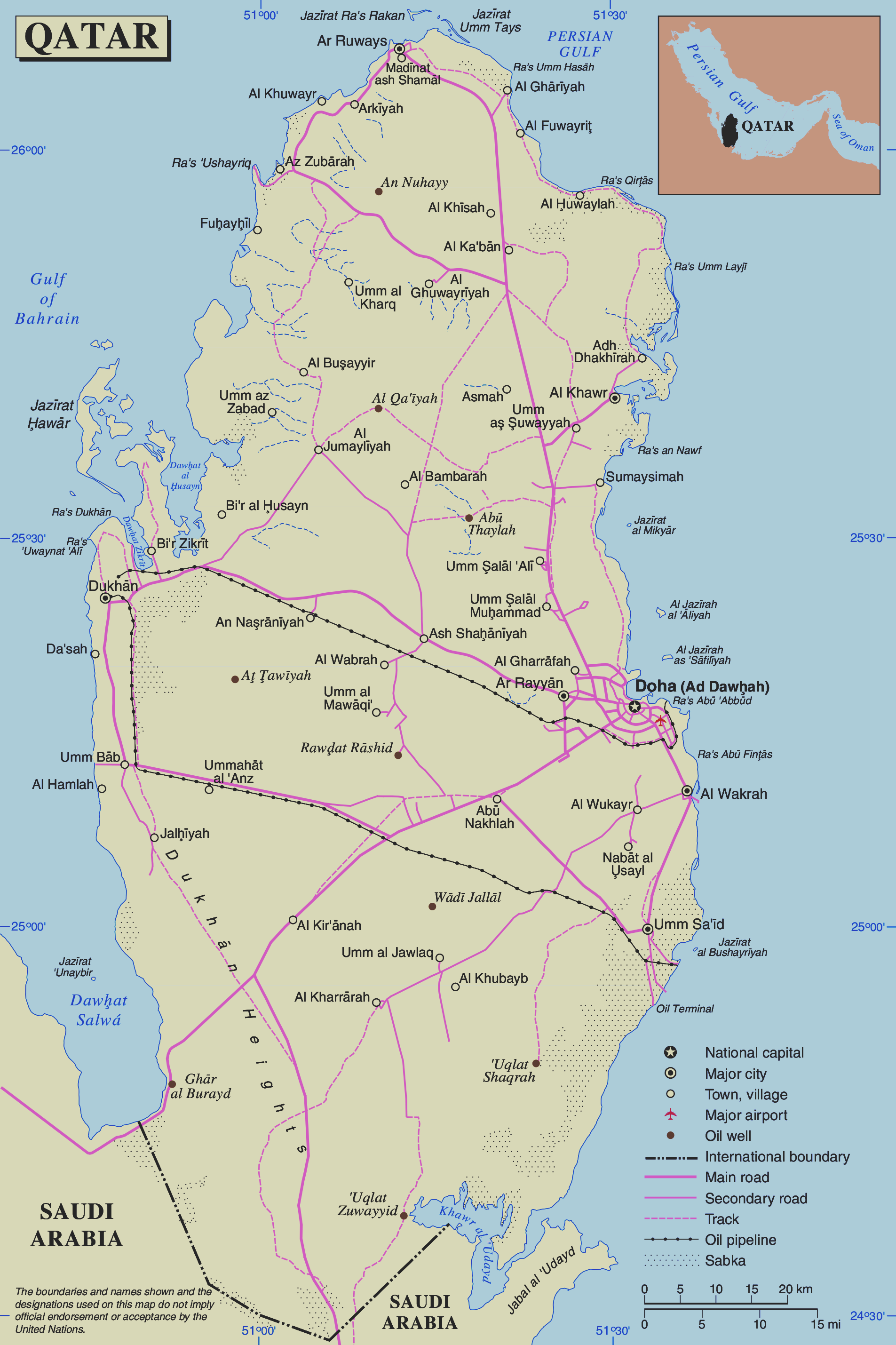
Mapa de Qatar.

La història de Qatar s'inicia vers el 4000 aC; d'aquesta època són els objectes més antics que s'han trobat a les excavacions entre 1956 i 1964, unes destrals. Durant segles fou habitada per pescadors i ramaders i era una etapa del viatge entre l'Iraq i l'Oman. Cap personatge rellevant porta la nisba "katarí" excepte potser el kharigita azraquita Katari ibn al-Fudjaa. Al-Hamdani esmenta Qatar com una localitat d'Aràbia. Ibn Hàwqal parla dels pirates de Qatar i al-Masudi parla de les perles a les aigües al seu entorn. Tampoc va atreure l'atenció dels europeus; Pedro Texeira al final del segle xvi, parla de Katar com a port d'Aràbia. Els portuguesos hi van tenir un establiment entre 1517 i 1538 quan s'hi van instal·lar els otomans que hi van ser un temps indeterminat.
El 1766 el clan dels Al Khalifa de la tribu utba va emigrar de Kuwait i es va establir a Zubara (Zubarah) a la costa occidental de la península que havien fundat vers 1732, perquè era més proper als bancs d'ostres perleres. Un altre clan, els Al Musallam dels Banu Khalid, estaven instal·lats a Huwayla; també hi havia els Maadidj i els Al Ibn Ali (dels utba) a Fuwayrit; a Doha (llavors Bid o al-Bida) hi havia alguns refugiats suwaydites sudanesos procedents del que avui dia són els Emirats Àrabs Units.
Als Al Khalifa se'ls van unir aviat els seus parents els djalahima dels utub, però entre els dos grups van esclatar discòrdies i els djalahima van emigrar a Ruways on es van dedicar a la pirateria i foren finalment quasi eliminats pels Al Khalifa i els seus aliats. Entre 1776 i 1779 els perses van ocupar Bàssora i això va portar molts comerciants a Zubara que va esdevenir sobtadament el centre del comerç de perles i altres productes a la part oriental d'Aràbia. El 1782 el xeic de Bahrain Nasr Al Madhkur, protegit persa, va fer una expedició contra els Al Khalifa de Zubara, però fou derrotat; llavors els Al Khalifa i els seus parents Al Ibn Ali de Fuwayrit es van aliar als utub de Kuwait i van fer una expedició contra Bahrain, illes de les que Ahmad ibn Khalifa va esdevenir el primer sobirà (1783). Els clans dels utba es van instal·lar en els següents anys a Bahrain.
Els djalahima, establerts aleshores a Khor Hassan (moderna Khuwayr) va començar a tenir un paper destacat el 1809, recuperats de les seves derrotes anteriors, sota la direcció de Rahma ibn Djabir, aliat als wahhabites. Va aconseguir ocupar Zubara i el 1810/1811 el wahhabita Abd Allah ibn Ufaysan, amb l'aliança de Rahma, es va poder apoderar de Katif, Qatar i Bahrain. El 1811 Sayyid Said, sultà de Mascat, va atacar Zubara i Khor Hassan i els wahhabites es van retirar de Bahrain i Qatar, retornant al poder els Al Khalifa. Rahma es va establir a Dammam (al-Ahsa), des d'on va seguir la lluita contra els seus rivals; va fer diversos actes de pirateria però es va cuidar força de no fer-ne cap contra els britànics el que li va estalviar represàlies; fins i tot el 1817 es va enfrontar als pirates kawasim de Sharjah i Ras al-Khaimah que atacaven tota mena de vaixells incloent els britànics. El tractat general de pau de 1820 imposat per la Companyia Britànica de les Índies Orientals fou signat pels xeics de la zona; el tractat reconeixia l'autoritat britànica al Golf i posava fi a la pirateria i a la captura d'esclaus; el tractat fou signat per Bahrain i els britànics van assumir que Qatar n'era una dependència i, per tant, també era part del tractat.
Un acte de pirateria originat a la ciutat de Bid o al-Bida (després Doha), que no havia signat el tractat però els britànics pensaven que si, va comportar la destrucció de la ciutat pels britànics (en un bombardeig) el 1821, però el 1823 sota els Al Bu Aynayn tornava a ser l'únic port de la península a tenir vaixells mercants.
Vers el 1825 els Banu Yas, procedents d'Abu Dhabi, van arribar a Qatar dirigits per Suwayda; pels seus actes de pirateria van fer esclatar la guerra entre Abu Dhabi i Bahrain; Suwayda es va retirar a Abu Dhabi el 1828.
De vers el 1783 fins al 1871 Bid (al-Bida, després Doha) fou nominalment subjecte del xeic de Bahrain, encara que aquesta sobirania mai no fou ben acceptada (fins i tot quan el xeic Abd Allah va residir per un temps a Qatar). El 1828, a causa d'una revolta, els Al Bu Aynan foren traslladats a Ruways i a Fuwayrit. Els habitants d'Huwayla es van revoltar el 1835 i foren traslladats a Bahrain.
El 1835 els britànics van imposar multes als Banu Yas pels seus actes de pirateria i una part de la tribu va emigrar a Khor al-Ubayd a Qatar no retornant fins al 1878. Aquest grup va causar molt problemes entre Qatar i Abu Dhabi; un dels seus membres, Djasim ibn Djabir, va continuar els seus actes de pirateria i fins al 1841 no es va aconseguir dominar la seva activitat quan el seu vaixell fou capturat i cremat encara que ell mateix va poder escapar.
Entre 1840 i 1849 Qatar es va veure involucrada en les lluites entre els dos rivals al tron de Bahrain, Abd Allah i Muhammad; els qatarians donaven suport a Muhammad que dominava Murays i Fuwayrit a Qatar, que va utilitzar com a bases contra Muharrak, una de les illes de Bahrain; la seva campanya victoriosa li va donar gran part del poder el 1843. La darrera batalla important fou la de Fuwayrit (o Umm Sumaywa) a finals del 1847 en què les forces de Muhammad van ser derrotades però abans del final de la batalla un seguidor de Muhammad va matar el seu rival xeic Isa ibn Tarif ancestre dels Al Thani que emergirien com a família dirigent de les tribus qataris.
Per un tractat de 1851 entre Bahrain i el saudita Faysal ibn Turki, Dawha (Doha), Wakra i Fuwayrit van ser cedides als wahhabites; el xeic a més a més va pagar un tribut anual per garantir el suport wahhabita contra els atacs de tribus lleials als wahhabites a Qatar. Aquestos territoris de Qatar en la pràctica van esdevenir independents.
El 1867 Bahrain i Abu Dhabi van atacar conjuntament Dawha (Doha) i Wakra que van destruir; els habitants d'aquestes ciutats foren desplaçats i entre ells Muhammad ibn Thani dels Al Thani del grup maadjid; el 1868 els britànics van imposar un acord per mitjà del coronel Lewis Pelly; l'acord es va signar el setembre de 1868 incloent a Muhammad ibn Thani que havia retornat a Dawha, i segons el qual Qatar era reconegut com a entitat separada i la família Al Khalifa de Bahrain va renunciar a la sobirania però a canvi d'un tribut; dels Al Thani no se'n sap res excepte que segurament era originària del Nedjd i un ancestre, Isa ibn Tarif, havia emigrat el 1843 de l'illa de Kays cap a Dawha i havia mort el 1847 en el combat a Fuwayrit.
A meitat del 1871, els turcs que havien ocupat Katif, van enviar una delegació a Doha (Dawha) que va decidir a Kasim o Djasim ibn Muhammad a adoptar la bandera otomana; el tribut a Bahrain es va deixar de pagar (1872); els beduïns i wahhabites expulsats d'al-Hasa pels turcs van començar a utilitzar Qatar com a base militar contra els otomans; aquestos el 1872 van desembarcar equipament militars (canons) i soldats, però van deixar als Al Thani com a senyors locals i el 1876 Kasim fou nomenat caimacan de Qatar i el 1879 governador de Doha poc després que va morir el seu pare Muhammad (mort el 1878). El 1878 Kasim, amb 'excusa d'actes de pirateria dels Naim, els va expulsar de Zubara on s'havien establert; eren el darrer grup tribal que reconeixia la sobirania de Bahrain, que basava en aquest reconeixement la seva reclamació sobre tot Qatar. Zubara va quedar deserta.
El mateix anys els Banu Yas van sortir de Udays i van anar a Abu Dhabi, que va passar a dominar la zona contra les ambicions de Kasim. Durant deu anys hi va haver hostilitats marítimes i terrestres entre els Banu Yas i els Al Thani. El 1893 Kasim va refusar anar a una reunió de governadors otomans convocada a Bàssora. Un contingent turc va operar al nord de Doha però fou derrotat i es va haver de retirar tot i que amb pèrdues molt lleugeres; al cap de poc es va acordar la pau i Ahmad ibn Muhammad va pujar al govern a Doha com una mena de regent mentre Kasim conservava la direcció de la família. El 1895 els xeics dels Al Ibn Ali, Sultan ibn Salama i Nasir ibn Mubarak, van reunir un petit exèrcit al nord de Qatar i van atacar Bahrain, amb suport dels otomans i de l'antic xeic dels Al Thani Kasim; però els britànics es van apoderar dels vaixells d'aquest exèrcit i va retornar la pau. El 1898 els Al Thani es van tornar a revoltar sense cap èxit però el poder otomà ja no anava gaire més lluny de Doha.
Kasim va fer aliança amb els wahhabites, va retornar al govern (1906) i va signar un acord amb l'Imperi Otomà per la qual aquest renunciava a tota reclamació sobre Qatar (1913) i va morir poc després (17 de juliol de 1913).
El 1916 per un tractat es van regular les relacions de Qatar amb la Gran Bretanya; sota aquesta tractat, i com altres de la zona, el xeic s'obligava a no disposar del seu territori en favor de cap altra potència fora del Regne Unit i no entrar en relacions amb cap altre estat sense consentiment britànic; a canvi els britànics protegirien a Qatar de tota agressió exterior per mar i terra i exercirien com a mediadors en cas d'atac per terra. No es va nomenar cap agent polític i aquesta funció va recaure en els agents polítics a Bahrain. Un tractat el 1934 va fer més ampli els termes del protectorat britànic. A partir del 1930 el consum de perles va disminuir al món per la gran crisi econòmica i va afectar seriosament a Qatar.
El principal litigi era Zubara que restava abandonada i que Bahrain reclamava. Abd Allah ibn Kasim Al Thani (1913-1949) la va ocupar el 1937 però Bahrain no va reconèixer el fet consumat i l'afer va restar pendent. El 1940 es va trobar el primer pou de petroli a Qatar el que va facilitar una gran millora econòmica.
El xeic Abd Allah ibn Kasim en preparació per la seva successió va afavorir al segon fill Hamad ibn Abd Allah Al Thani, però aquest va morir el 1948 i van sorgir diversos candidats sent els principals el fill gran Ali ibn Abd Allah Al Thani, i el jove fill de l'hereu difunt, Khalifa ibn Hamad Al Thani. A més algun prínceps exigien una participació major en els ingressos i van amenaçar amb una revolta armada. Abd Allah ibn Kasim es va dirigir als britànics, els va prometre abdicar i va signar un nou tractat que permetia un resident britànic a Qatar i altres avantatges a canvi del reconeixement del seu fill gran.
Efectivament l'emir va abdicar el 20 d'agost de 1949 (va morir el 1957) i el seu fill gran Ali ibn Abd Allah Al Thani el va succeir. El 1949 Aràbia Saudita va reclamar certes terres al sud de Qatar i el 1952 es van fer negociacions que no van donar resultat. Els britànics van imposar els seus consells al nou xeic a partir de 1953 tot i la seva resistència. El 1953 es va iniciar el telèfon i poc després una dessaladora. El 1954 ja hi havia 42 funcionaris qataris treballant al govern.
Una manifestació nacionalista àrab de dos mil persones es va fer a Doha el 1956; aquesta i altres manifestacions van decidir a l'emir concedir poders a la policia deixant de banda a la seva guàrdia beduïna. El 1957 es va crear la primera planta de producció elèctrica, i es van fer ports, duanes, aeroports, i casernes de policia. Els prínceps de la casa reial van rebre terres, càrrecs i diners. La cosa va anar bé mentre els ingressos pujaven, però vers 1959 van començar a baixar. Les despeses de l'emir amb una vil·la a Suïssa i caceres al Pakistan i l'Iran, causaven descontentament, especialment entre els qataris que no eren membres de la casa reial, incloent branques de la pròpia família més llunyanes (la proximitat de parentiu amb l'emir determinava les concessions als prínceps).
Ali va abdicar el 24 d'octubre de 1960 (va morir el 1974), però no va deixar el poder a l'hereu designat el 1948, Khalifa ibn Hamad, sinó al seu fill Ahmad ibn Ali. Khalifa ibn Hamad va romandre hereu però va gaudir de molt poder perquè el nou emir passava molt de temps fora del país. Els prínceps van rebre major participació en el pressupost en perjudici dels serveis socials i el desenvolupament; a més molts adults de la família van assolir posicions de govern; això va fer créixer el descontentament que ja era alt i quan el 19 d'abril de 1963 un nebot de l'emir va disparar i provocar una mort, es va formar el Front d'Unitat Nacional, que va convocar a una vaga general i va reclamar la reducció dels privilegis de la família reial, reconeixement dels sindicats i increment dels serveis socials,; l'emir va encarcerar a 50 líders i en va exiliar a d'altres però va fer algunes reformes com donar terres als qataris pobres. En els següents anys es van crear algunes fàbriques com la de ciment, la de pesca, i una companyia agrícola. El 1967 la producció de petroli era de 17 milions de tones. El 1970 la població era de 150.000 persones la major part a la capital.
Des de 1968 els britànics van decidir abandonar la zona al final del 1971, i Qatar va negociar amb altres vuit estats (els set emirats de la Costa dels Pirates o Trucial Oman, i Bahrain) per formar una federació. A la meitat del 1971 quan s'acostava el final de la presència britànica, els nou estats no s'havien posat d'acord; Qatar va establir una constitució provisional l'abril de 1970 que va crear el càrrec de primer ministre, i va accedir a la independència en solitari el 3 de setembre de 1971. Fins aleshores el xeic portava el títol d'Hakim (governant) però amb la independència va agafar el d'emir. L'anunci de la independència el va fer l'emir des de la seva vil·la a Suïssa, el que va causar enuig a Qatar.
El 22 de febrer de 1972, l'hereu xeic Khalifa ibn Hamad va deposar el seu cosí l'emir Ahmad (que estava de cacera a l'Iran amb els seus falcons), i va agafar el poder. Els principals membres de la família Al Thani van donar suport al cop d'estat (també els britànics, americans i saudites); la revolució de palau no va causar cap incident. El nou emir va girar la política i va començar a fer despesa en serveis socials com habitatge, sanitat, educació i pensions, bestraient els fons dels pagaments als prínceps; però tanmateix molts prínceps van entrar al govern. El 1993 el fill de l'emir i hereu designat, Hamad ibn Khalifa, que era també ministre de defensa, ja ocupava una posició predominant encara que amb complet acord amb el seu pare.
Un cop d'estat semblant es va produir el 27 de juny de 1995 quan l'emir Khalifa ibn Hamad fou deposat pel seu fill i hereu Hamad ibn Khalifa, però aquesta vegada el cop fou sagnant. Un contracop es va produir el 1996 però va fracassar. L'emir derrocat i el fill es van reconciliar però els autors del contracop van restar a presó; el nou emir va anunciar la intenció de portar a Qatar a la democràcia, permetre premsa lliure i eleccions municipals (pas previ a eleccions parlamentàries); el 2001 Qatar va cedir les disputades illes Hawar a Bahrain a canvi de la renúncia de qualsevol reclamació d'aquest emirat sobre parts de Qatar. Una nova constitució fou aprovada en referèndum l'abril del 2003, any en què una dona va arribar per primer cop al govern; la constitució va ser promulgada el juny del 2005.

## Llista de sobirans
Xeics (1868-1913) i caimacans (1876-1913)
- Muhammad ibn Thani 12 de setembre de 1868 - 1878
- Kasim ibn Muhammad Al Thani 1878 - 17 de juliol de 1913 
  - Ahmad ibn Muhammad Al Thani, regent 1893 - 1906

Xeics i hakims (1913-1971)
- Abd Allah ibn Qasim Al Thani 17 de juliol de 1913 - 20 d'agost de 1949 (regent del 13 de maig al 17 de juliol de 1913)
- Ali ibn Abd Allah Al Thani 20 d'agost de 1949 - 24 d'octubre de 1960
- Ahmad II ibn Ali Al Thani 24 d'octubre de 1960 - 22 de febrer de 1972 (des de 3 de setembre de 1971 emir)

Emirs (1971)
- Khalifah ibn Hamad Al Thani 22 de febrer de 1972 - 27 de juny de 1995
- Hamad ibn Khalifa Al Thani 27 de juny de 1995 -

Primers ministres
- Khalifa ibn Hamad Al Thani 29 de maig de 1970 - 27 de juny de 1995
- Hamad ibn Khalifah Al Thani 27 de juny de 1995 - 29 d'octubre de 1996
- Abd Allah ibn Khalifah Al Thani 29 d'octubre de 1996 - 3 d'abril de 2007
- Hamad ibn Djassim ibn Djabr Al Thani 3 d'abril de 2007

## Residents britànics
- Residents a Bahrain 1916-1949
- Sir Arthur John Wilton agost de 1949 - juliol de 1950
- Phillip Plant (conseller) juliol a agost de 1950
- No conegut agost de 1950-1951
- Christopher Thomas Ewart-Biggs 1951 - 1953
- W.B.M. Johnson 1953 - 1955
- Derrick Charles Carden 1955 - 1958
- John Spenser Ritchie Duncan 1958 - 1959
- John Campbell Moberly 1959 - 1962
- Philip McKearney 1962 - 1965
- Ranald H.M. Boyle 1965 - 1969
- Edward Firth Henderson 1969 - 3 de setembre de 1971